# Faro di Peninnis
Il faro di Peninnis si trova sull'omonimo promontorio dell'isola di St Mary's nell'arcipelago delle Scilly, in Cornovaglia (Inghilterra).
Il faro è circolare, alto 45 piedi (14 m) ed è costituito da un traliccio di acciaio nero sovrastato da un corpo bianco e da una cupola nera. Il fascio di luce bianca è visibile per 9 miglia nautiche.

## Storia

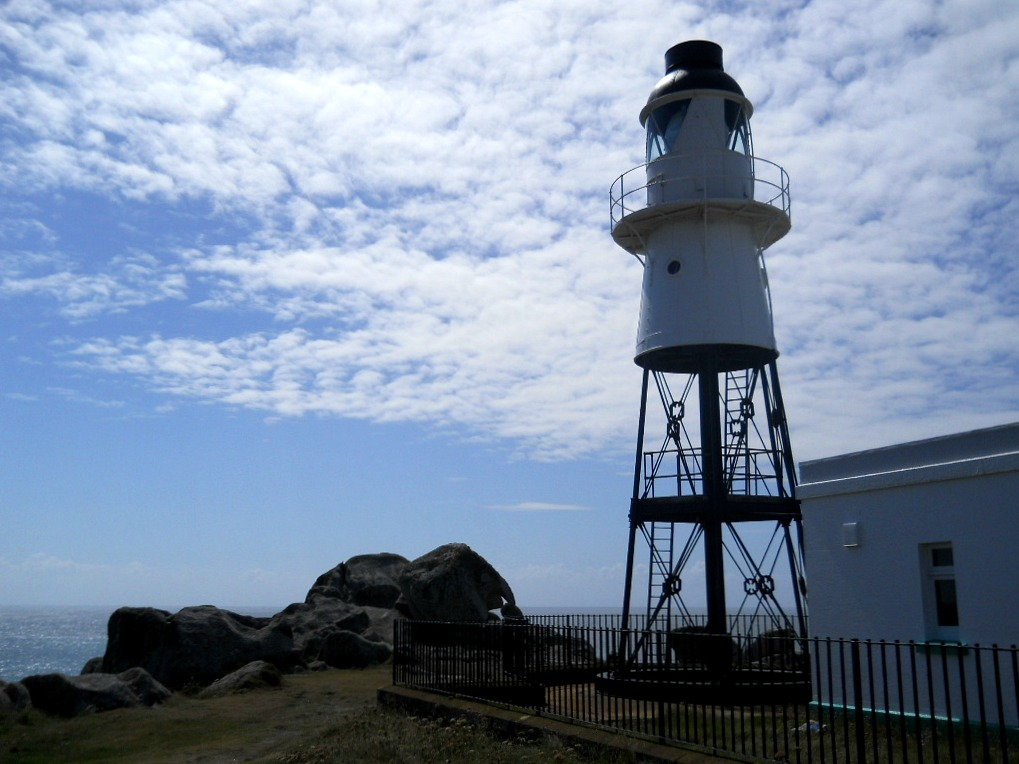
Il faro di Peninnis

Il faro di Peninnis fu costruito nel 1911 per sostituire il faro di St Agnes, decommissionato nello stesso anno, allo scopo di assistere le imbarcazioni durante la manovra di ingresso nella baia di Hugh Town attraverso il canale di St Mary's. 
Fu uno dei primi fari a gas a impiegare l'acetilene; fu convertito all'elettricità nel 1992. 
Durante la II guerra mondiale (1939–45), nelle vicinanze del faro venne realizzata una stazione radiogonomietrica. La prima azione nemica sulle isole Scilly avvenne il 21 agosto 1940, quando la stazione venne bombardata nel corso di un attacco aereo; l'installazione fu soggetta a ulteriori attacchi successivi e fu distrutta dopo appena un anno dal primo attacco.